# Anginopachria ullrichi
Anginopachria ullrichi là một loài bọ cánh cứng trong họ Bọ nước. Loài này được Balke & Hendrich miêu tả khoa học năm 1999.